# Yngve Schönberg
Yngve Schönberg född Olof Yngve Engelbrekt Schönberg 23 juli 1884 i Göteborg död 5 oktober 1968 var en svensk journalist, redaktör och manusförfattare.

## Filmmanus
- 1917 – Ett konstnärsöde